# Shahrestān di Aghajari
Lo shahrestān di Aghajari (in farsi شهرستان آغاجاری) è uno dei 26 shahrestān del Khūzestān, in Iran. Il capoluogo è Aghajari. Lo shahrestān è suddiviso in 2 circoscrizioni (bakhsh):
- Centrale (بخش مرکزی)
- Joulaki (بخش جولکی)